# Drátovod

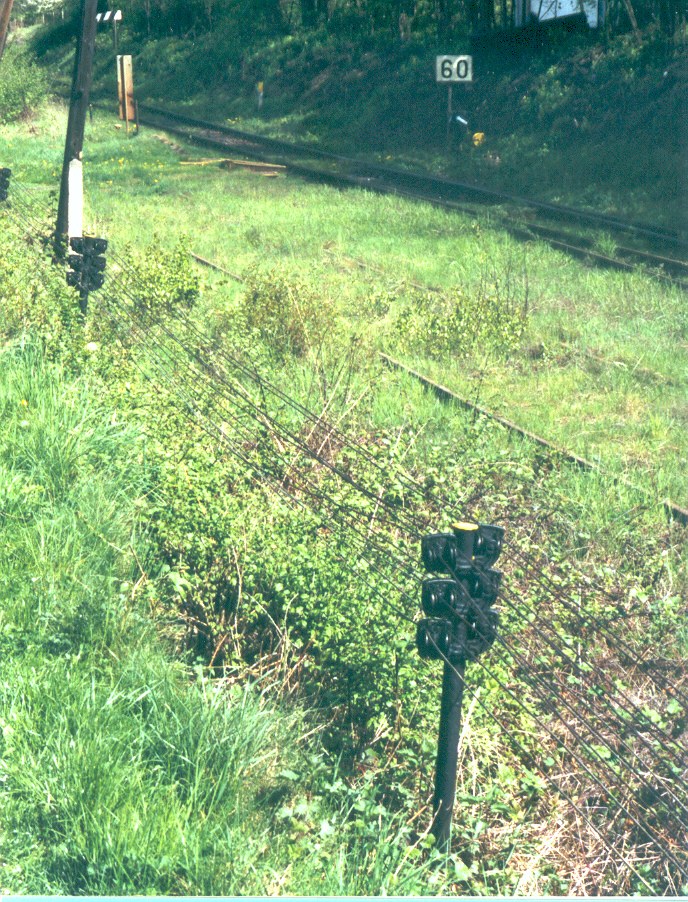
Drátovod v odbočce Skochovice

Drátovod slouží k mechanickému dálkovému ovládání mechanických návěstidel, závor, výhybek, případně i dalších mechanických zařízení sloužících pro zabezpečení železničního provozu (např. závorníků).

## Konstrukce
Drátovod se obvykle skládá ze sloupků usazených v betonových patkách a dvojic kladek. Někdy bývají kladky umístěny na konzolách v opěrných zdech nebo v ostění tunelů. Na kladkách jsou uloženy ocelové pozinkované dráty. Před návěstidly bývají umístěny napínáky, které udržují napětí v drátech tak, aby se nepřenášelo na návěstidlo, zároveň umožňují nastavit převod mezi pohybem drátu a připojených ovládacích táhel návěstidla a tím docílit přesných poloh. Drátovody z železničních tratí postupně mizí. Jejich nevýhodou je především fyzická náročnost obsluhy, dále potřeba pravidelné údržby (mazání) a náchylnost k poruchám a závislost na teplotě.

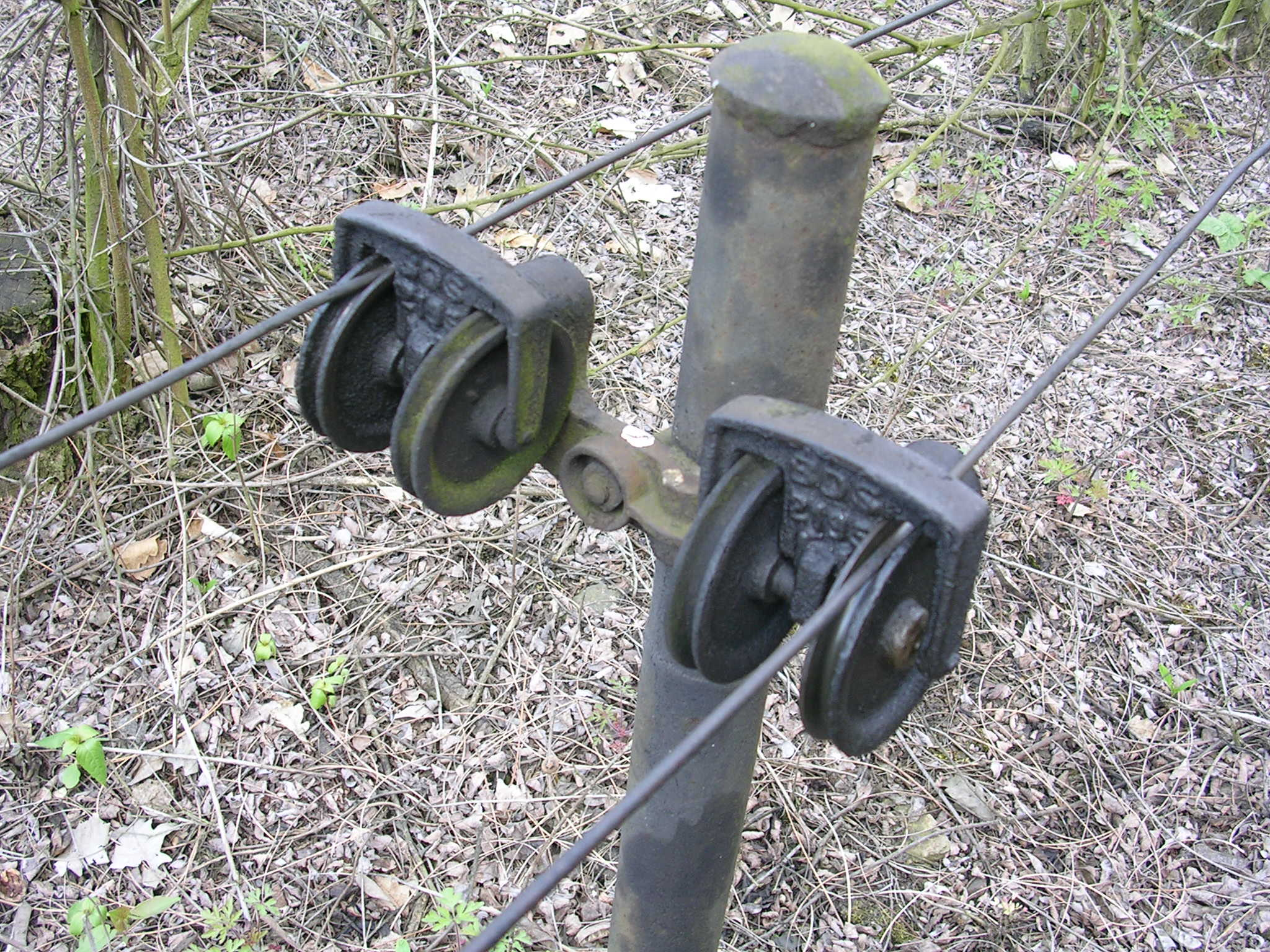
Sloupek drátovodu, Davle
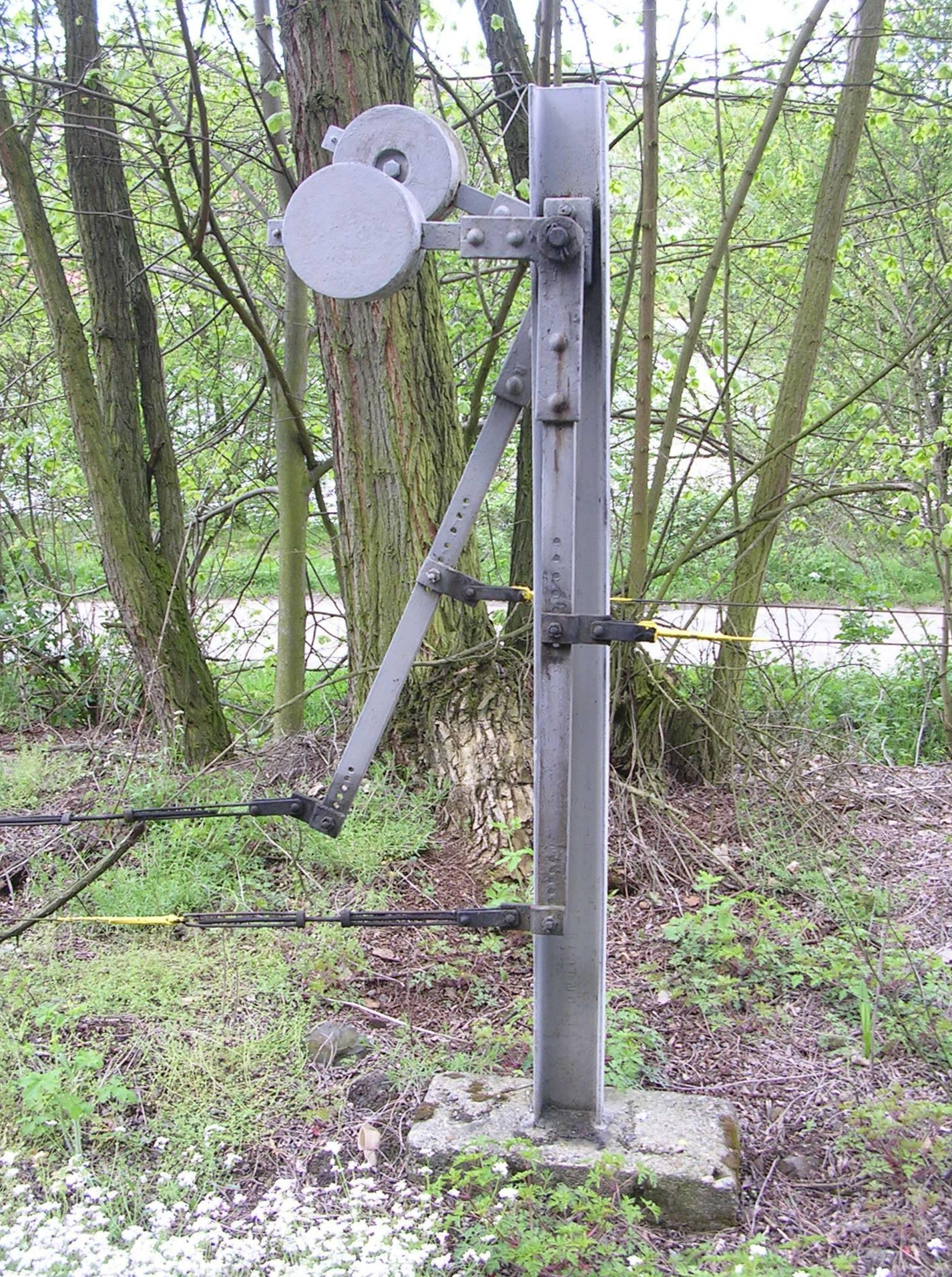
Napínák, Davle
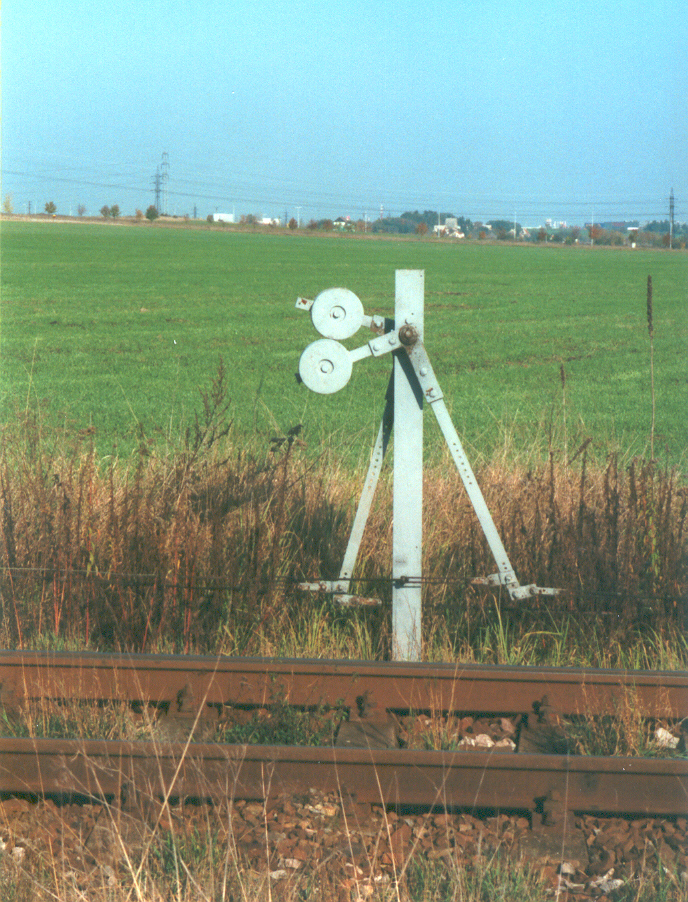
Napínák, Rudná u Prahy
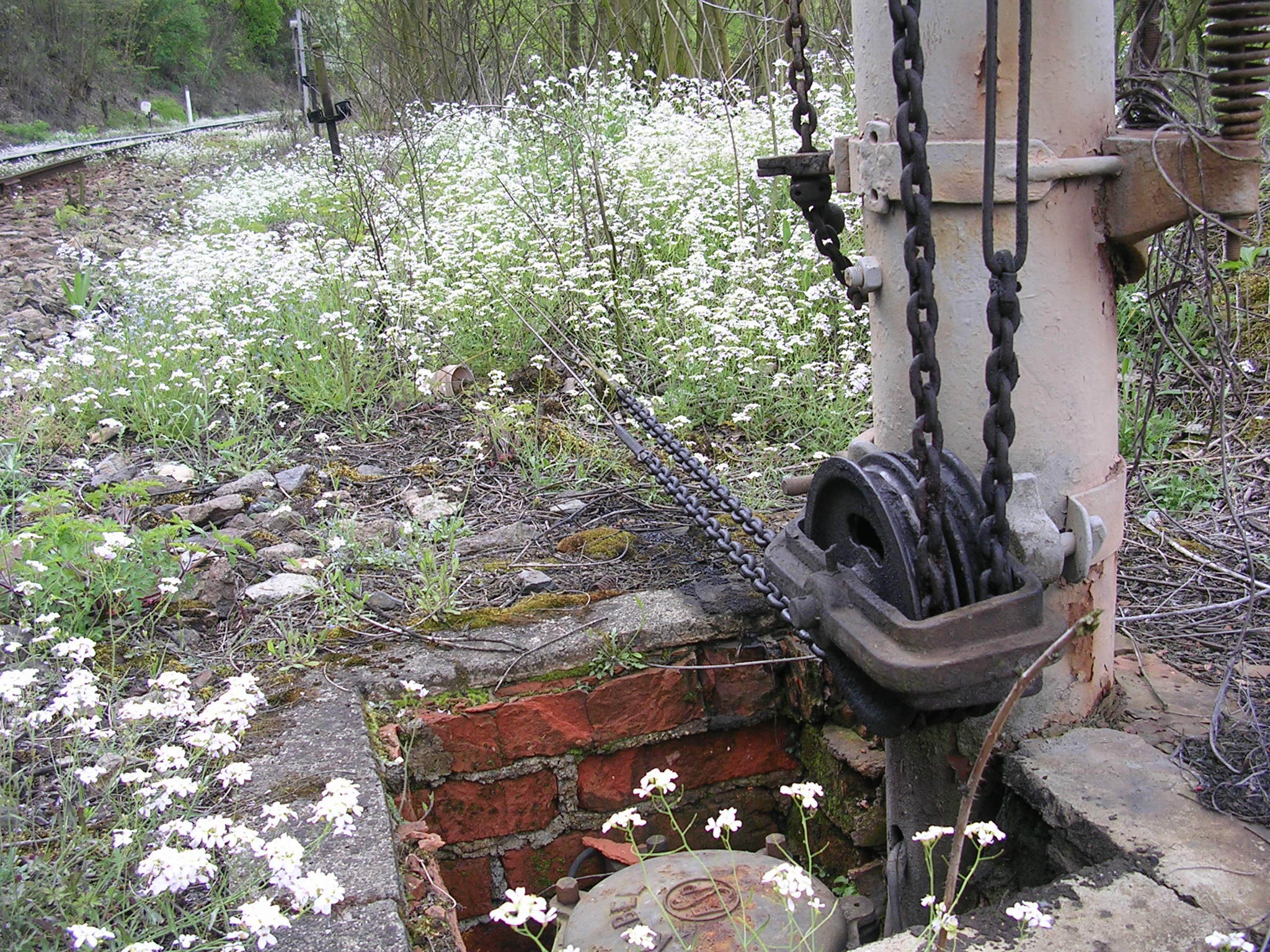
Napojení mechanického návěstidla na drátovod, Davle